# Tricherie au bridge
La tricherie aux bridge peut consister à tenter d'obtenir le gain illégitime d'une partie de bridge, d'un prix dans une compétition de bridge, ou d'autres avantages liés à ce jeu.

## Affaires révélées par Boye Brogeland (2015)
Le joueur norvégien Boye Brogeland (en) a créé un site bridgecheaters.com où il met en évidence des actes de tricherie par des bridgeurs professionnels.
Le 5 septembre 2015, l'équipe d'Israël, championne d'Europe en 2014 et composée de Lotan Fisher et Ron Schwartz se retira du Bermuda Bowl qui devait commencer le 26 septembre 2015.
Le 16 septembre 2015, la Fédération monégasque retirait la paire composée de Fulvio Fantoni et Claudio Nunes du Bermuda Bowl.